# Oliero (fiume)
Il fiume Oliero è considerato, con i suoi soli 300 metri, uno dei fiumi più corti d'Europa, di poco più lungo - per esempio - del Fiumelatte che si getta nel lago di Como.
Nasce dalle omonime grotte ed è un affluente del Brenta. Le acque del  fiume sono utilizzate per l'acquedotto dell'Altopiano di Asiago.

## Le grotte di Oliero

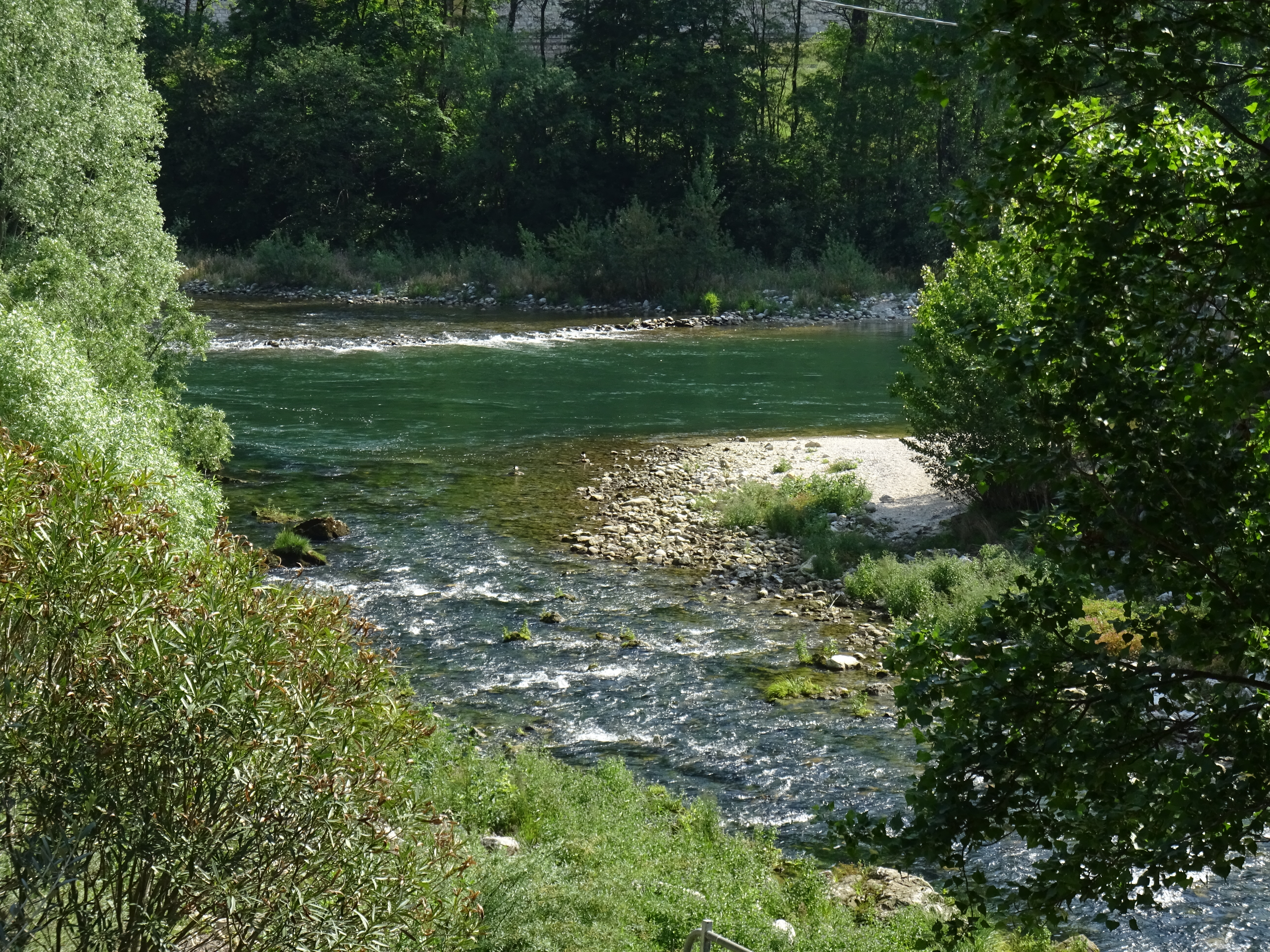
La foce dell'Oliero nel Brenta

Le sorgenti, note come grotte di Oliero, di fatto uno degli scarichi  delle acque meteoriche del sovrastante Altipiano di Asiago, sono state  scoperte e visitate dal proprietario della zona, il botanico Parolini, nel 1832. Considerata la lunghezza dei tre sifoni esplorati, il più lungo dei quali misura 2,3 km, per una lunghezza complessiva di circa 5 km sui dieci stimati, vengono considerate tra le più importanti sorgenti valchiusane d'Europa.
Le temperature dell'acqua e dell'aria all'interno delle grotte sono pressoché costanti durante tutto l'anno.

## Stazione di pompaggio
Durante la notte le acque che sgorgano dalla sorgente dentro alle grotte sono pompate in alto fino alla stazione di raccolta dell'Altipiano di Asiago situata sul Col d'Astiago nella frazione Valstagna del comune di Valbrenta, a 1.241 metri di altitudine. La centrale di pompaggio è costituita da pompe da 2.500 hp (1.86 Megawatt); tale potenza, che deve permettere di superare il dislivello di circa millecento metri, fa della centrale di pompaggio di Oliero una tra le più potenti d'Europa.
Venne costruita nel 1971 e completata nel 1975. Il progetto di costruzione del '71 seguiva il percorso di una precedente stazione di pompaggio realizzata durante la prima guerra mondiale per servire le truppe italiane schierate a difesa della pianura. In quel tempo erano ben sette i salti intermedi realizzati per far arrivare l'acqua sull'Altopiano.